# Colias scudderii
Colias scudderii is een vlindersoort uit de familie van de Pieridae (witjes), onderfamilie Coliadinae.
Colias scudderii werd in 1865 beschreven door Reakirt.